# Bursadella tyroplaca
Bursadella tyroplaca är en fjärilsart som beskrevs av Edward Meyrick 1925. Bursadella tyroplaca ingår i släktet Bursadella och familjen Immidae. Inga underarter finns listade i Catalogue of Life.